# Piero Castiglioni
Piero Castiglioni (Lierna, 26 gennaio 1944) è un architetto e designer italiano.

## Biografia
Nato con il nome Pietro Maria, ma detto Piero, Castiglioni si laurea in Architettura nel 1970 Milano, progetta nel suo studio di Milano, dedicandosi quasi esclusivamente alla progettazione illuminotecnica.
Tra il 1968 e il 1971 lavora nello studio degli zii Achille Castiglioni e Pier Giacomo Castiglioni in piazza Castello a Milano. Nel 1970 e inizia a collaborare con il padre Livio nello studio-laboratorio di via Presolana, dove conoscerà e collaborerà con personaggi noti alla scena nazionale e internazionale dell’architettura tra cui Gae Aulenti, Cini Boeri, Cesare Casati, Gianfranco Frattini, Vittorio Gregotti, Vico Magistretti, Bruno Munari, Nanda Vigo, Marco Zanuso.
Nel 1968 e nel 1973 consegue il diploma di collaborazione, rispettivamente alla XIV e XV Triennale di Milano.
Nel 1972 partecipa a New York, presso il "Museum of Modern Art", alla mostra "Italy: the new domestic landscape" in collaborazione con Ugo La Pietra.
Dal 1973 al 1979 diviene contitolare dello studio in via Presolana con il padre Livio Castiglioni.
Nasce il sistema Scintilla, la confezione dei prodotti viene fatta “su misura” secondo le richieste del progetto. La produzione su scala artigianale procede fino al 1983, anno in cui il progetto verrà ceduto a Fontana Arte. Assieme a Livio partecipa ai progetti e alle realizzazioni dei sistemi di illuminazione e audiovisivi per la XIV e XV Triennale di Milano, alle mostre Eurodomus e ad altre esposizioni temporanee. Dalla metà degli anni Settanta inizia a occuparsi della realizzazione degli stand espositivi per la Osram, che seguirà fino al 1990. Contemporaneamente segue la progettazione e la realizzazione dell’illuminazione per la catena di alberghi in Arabia Saudita e Libano: Hotel Meridien a Jeddah con Cesare Casati (1977). Dagli anni ottanta la collaborazione con architetti internazionali porta alla progettazione illuminotecnica per importanti complessi architettonici, come ad esempio i primissimi Museo d'Orsay di Parigi, il Centro George Pompidou di Parigi e Palazzo Grassi a Venezia.

### Lo studio di progettazione illuminotecnica
Nel 1979 dopo la morte del padre, Piero si dedica quasi esclusivamente alla progettazione illuminotecnica. All'attività di progettazione nel corso degli anni viene affiancata l'attività di consulente per diversi enti, comuni, aziende e case produttrici di apparecchi di illuminazione tra i quali ricordiamo Fontana Arte e iGuzzini.Nel 1980 è consulente per il Centro di Biologia Cellulare, all’Istituto di Scienze Botaniche dell’Università di Milano, per un progetto di ricerca sull’interazione tra luce e crescita delle piante. Partecipa come relatore a numerosi convegni nazionali e internazionali, e docenze universitarie. Nel marzo 1980 partecipa come esperto di illuminotecnica a “Uno Spettacolo di Luce” per il concerto di Scriabin “Prometeo”, al Teatro Comunale di Firenze.
Dal 1986 è membro del comitato scientifico della rivista “Arca”. Nel giugno 1989, nasce la rivista di cultura e progetto della luce “Flare”, di cui Piero è fondatore e direttore (1989-2009).

### Le sorgenti luminose
Nel 1998 riceve il premio “Design de Ambientes” per il progetto Espacos Publicos da Expo ’98 di Lisbona promosso dal centro portoghese di Design. Nel 1997, 2000, 2001 vince il Product Design Award dell’Industrie Forum Design di Hannover. Nel 2019 riceve “The ECC Design Awards” a Venezia.

## Innovazione – Nuovi sistemi di illuminazione
L’inizio dell’attività di Castiglioni si colloca tra la fine degli anni Sessanta e i primi anni Settanta. L’illuminotecnica cerca in questi anni, di riorganizzare le proprie competenze, nel tentativo di affermare, ampliando, il proprio fondamento disciplinare. La scelta di lavorare sul progetto della luce è un imprinting che Piero trasforma dalla dimensione dell’invenzione e del gioco a quella del lavoro sullo spazio. Il suo interesse per la luce in relazione all’architettura chiarisce come la progettazione di apparecchi di illuminazione, lampade, non nasca (quasi mai) da necessità di catalogo, ma sempre come risposta a questioni inerenti ai progetti che affronta. Il know-how della luce “su misura” dell’architetto Piero Castiglioni (ereditato dal padre Livio Castiglioni) ha introdotto un nuovo modo di progettare la luce, integrandola all’architettura.

### Oggetti di design
- Sistema Scintilla (da terra, da tavolo, su cavo, a plafone) prod. da FontanaArte
- Sistema Parola (da terra, da tavolo, da parete, sospensione) prod. da FontanaArte
- Sistema Sillaba (da tavolo, da parete, incasso, a plafone) prod. da FontanaArte
- Sistema Cestello (da terra, da parete, incasso) prod. iGuzzini
- Sistema Microcestello (da terra, da parete, incasso) prod. iGuzzini
- Platea prod. iGuzzini
- Radius prod. iGuzzini
- Sistema Glim Cube (picchetto, parete, incasso, stradale) prod. Guzzini
- Sistema Higgs (lampadario, da terra, da tavolo) prod. Promemoria

## Attività letteraria
Di seguito alcune attività in ambito letterario:
- 1989/2009: Direttore della rivista “Flare - architectural lighting magazine

Tra le principali pubblicazioni ricordiamo:
- 1984: coautore del libro “Uno spettacolo di Luce”, Zanichelli
- 1991: coautore del libro “Lux”, Berenice
- 2005: coautore del “Manuale di illuminotecnica”, Tecniche Nuove

## Riconoscimenti
- 1968: Italia, Milano - Diploma di collaborazione XIV Triennale di Milano
- 1973: Italia, Milano - Diploma di collaborazione XV Triennale di Milano
- 1988: Italia, Venezia - Primo premio per la "Ricostruzione del Teatro La Fenice" con Arch. Gae Aulenti, Impregilo Spa, Fiat Engineering
- 1994: Italia, Siena - Primo premio per il "Master plan per il quartiere tra la stazione e il centro città" con Arch. P. Sartogo, N. Grenon, F. Mezzedimi, R. Burle Marx
- 1997: Italia, Milano - "Itaca": Primo premio per la facciata urbana della Stazione Centrale con Arch. A. Zanuso, C. Chambry
- 1998: Portogallo, Lisbona - Premio "Design de Ambientes 98/99": Primo premio per il progetto Espa os Publicos da EXPO 1998
- 1998: Italia - APIL (Associazione Professionisti dell’illuminazione) membro fondatore
- 2000: Italia, Genova - Primo premio per il "Restauro del Palazzo Rosso" con Studio Libidarch, Studio Cerri Associati, Arch. A. Giorgi, Studio Ing. Ferro & Cerioni
- 2004: Internazionale - Secondo classificato per "City people light award 2004"
- 2011: Italia, Catania - Premio Designer per "Catania, Talenti & Dintorni" XII Edizione
- 2019: Italia, Venezia - Primo premio European Cultural Centre Design Award.